# تپه گازه ۱
تپه گازه ۱ مربوط به قرون میانی اسلامی است و در شهرستان خرم‌آباد، بخش پاپی، دهستان سپیددشت، روستای گازه واقع شده و این اثر در تاریخ ۸ بهمن ۱۳۸۵ با شمارهٔ ثبت ۱۷۰۱۳ به عنوان یکی از آثار ملی ایران به ثبت رسیده است.